# 普雷伯山
47°13′11″N 13°51′53″E / 47.21972°N 13.86472°E

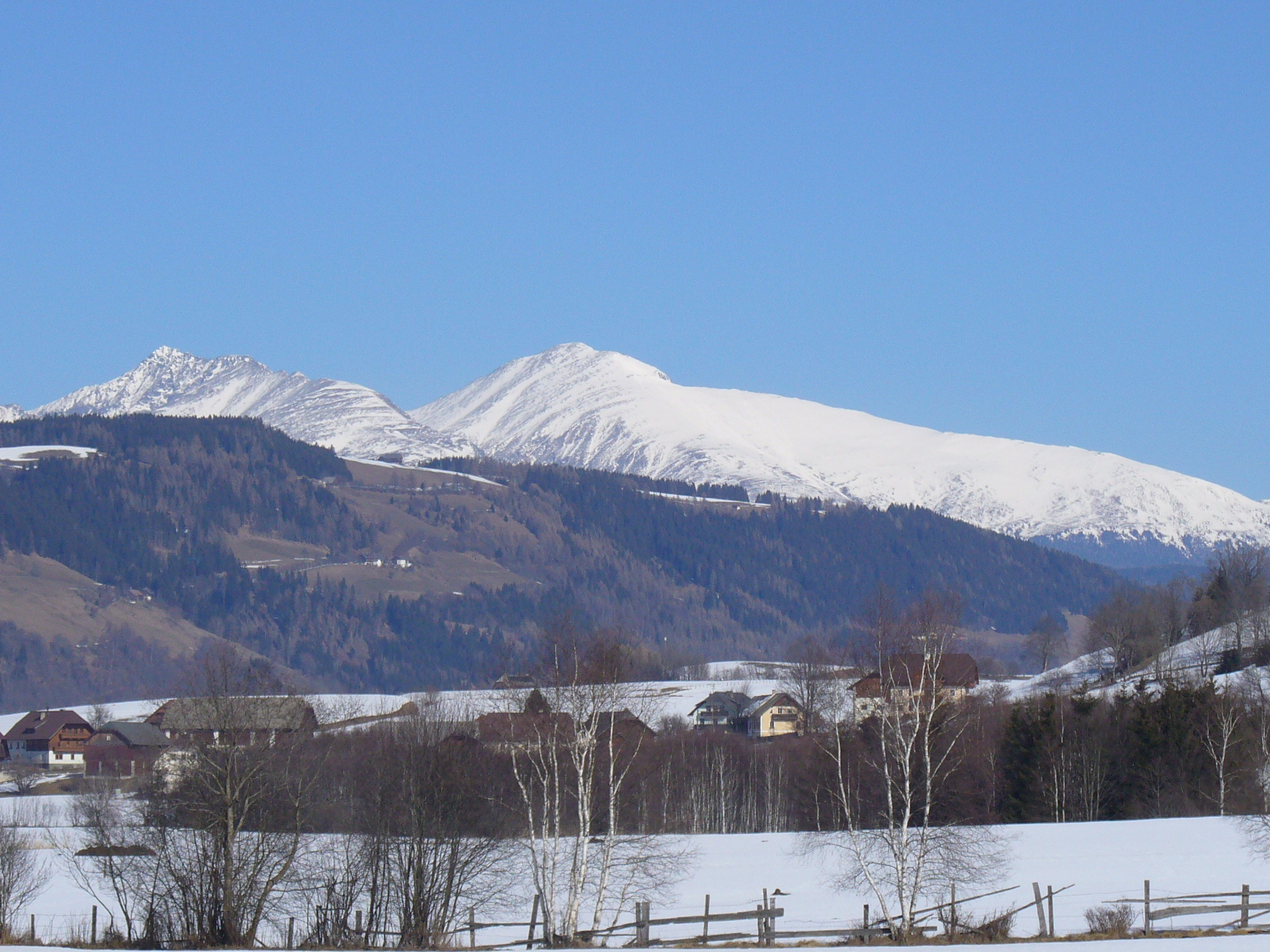

普雷伯山（德語：Preber），是奧地利的山峰，位於該國中部，處於薩爾茨堡州和施泰爾馬克州接壤的邊界，屬於施拉德明陶恩山脈的一部分，海拔高度2,740米，每年平均降雨量2,029毫米。